# Astronautika u 1969.
◄◄ | ◄ | 1966. | 1967. | 1968. | 1969.  | 1970. | 1971. | 1972. | ► | ►►
Arhitektura • Astronautika • Astronomija • Biologija • Film • Fotografija • Glazba • Kazalište • Kemija • Kiparstvo • Knjige • Književnost • Kršćanstvo • Meteorologija • Medicina • Planinarstvo • Politika • Pravo • Promet • Slikarstvo • Strip • Šport • Televizija • Znanost • Zrakoplovstvo • Željeznički promet
Astronautika u 1969.

## Svemirske letjelice

### Letovi prema Mjesecu i tijelima Sunčevog sustava
- 16. – 24. srpnja:  Apollo 11, misija NASA-e koja je dovela prve ljude na Mjesec.

## Vanjske poveznice
|  | Zajednički poslužitelj ima još gradiva o temi Svemirski letovi u 1969. |